# Brechpunkt nach Fraaß

Brechpunktgerät
1. Zylinder
2. Halteklauen mit dem Prüfblech
3. Äußeres Rohr
4. Äußeres Reagenzglas
5. Inneres Reagenzglas
6. Ringstopfen für Zylinder
7. Ringstopfen für äußeres Reagenzglas
8. Ringstopfen für inneres Reagenzglas
9. Bohrung
10. Konus
11. Einstellschraube
12. Thermometer
13. Handkurbel

Der Brechpunkt nach Fraaß ist ein Messwert zur Klassifizierung von Bitumen. Hierbei handelt es sich um die Temperatur, bei der ein Film aus Bitumen, welcher auf ein Prüfblech aufgeschmolzen oder aufgepresst wurde, bei einer vorgeschriebenen Abkühlung und Durchbiegung des Prüfbleches bricht. Der Versuch wird dabei in einem genormten Brechpunktgerät durchgeführt.
Die verwendeten Prüfbleche sind 41±0,05 Millimeter lang, 20±0,2 Millimeter breit und 0,15±0,02 Millimeter dick und bestehen aus poliertem Kaltstahl der Sorten Ck75H+A oder Ck101H+A. Bleche mit Roststellen dürfen nicht verwendet werden. Auf das Blech werden Bitumen aufgeschmolzen, wenn der Erweichungspunkt Ring und Kugel bei höchstens 100 °C liegt. Ansonsten wird die Bitumenschicht aufgepresst.

## Vorbereiten der Probe

### Aufschmelzen
Beim Aufschmelzen wird das Blech auf einen Magnetblock aufgelegt und der Block auf höchstens 70–80 °C über den Erweichungspunkt erhitzt. Wenn das Bitumen flüssig geworden ist, verteilt man es durch vorsichtiges Hin- und Herkippen des Blocks auf dem gesamten Blech. Sollten Luftblasen eingeschlossen sein, fächelt man mit einer kleinen Flamme, bis die Luftblasen entwichen sind. Somit stellt man eine glatte Oberfläche her. Dieser Vorgang sollte nach 5–10 Minuten beendet sein. Nachdem das Blech staubgeschützt auf 18–28 °C abgekühlt ist, wird es gewogen, um sicherzustellen, dass es sich im vorgegebenen Gewichtsbereich befindet. Anschließend lässt man es noch 30 Minuten ruhen, bevor man es für den Versuch verwendet. Bei diesem Verfahren werden 0,4*σ25±0,01 Gramm Bitumen auf das Blech aufgebracht.σ25 ist dabei die Dichte des Bindemittels in g/cm³.

### Aufpressen
Beim Aufpressen auf das Prüfblech werden 2 Gramm Bitumen zwischen zwei Trennfolien aufgebracht. Anschließend wird das Blech zwischen zwei auf 20 °C unter den Erweichungspunkt des Bitumens aufgeheizte Druckblöcke gelegt und 1 Minute zusammengepresst. Danach lässt man das Blech auf Raumtemperatur abkühlen und legt es dann in Eiswasser. Nach zwei Minuten wird die obere Trennfolie entfernt und die Ränder der Probe beschnitten. Das Gewicht des Bitumens darf nach der Beschneidung nur 0,41*σ25±0,01 Gramm Bitumen betragen.
Der Unterschied zwischen den Faktoren 0,40 und 0,41 rührt daher, dass beim Aufpressen kein Meniskus am Rand entsteht. Dies wird mit den unterschiedlichen Faktoren berücksichtigt.

## Durchführung der Prüfung
Vor der Prüfung wird das Prüfblech mit der Probe auf mindestens 15 °C über den zu erwartenden Brechpunkt erwärmt. Danach befestigt man es in den Halteklauen (2) des Prüfgerätes. Anschließend wird das Biegegerät in das innere Reagenzglas (5) der Kühleinrichtung eingehängt. Man beginnt nun mit der Abkühlung. Die Abkühlung erreicht man, indem man zuerst das äußere Reagenzglas (4) bis zu einer Höhe von 100 Millimeter mit Ethanol füllt. Dieser muss die Temperatur des Prüfbleches haben. Die Abkühlung wird nun durch den Zusatz von kleinen Trockeneis-Stücken bewirkt. Die Stücke werden durch die Bohrung (9) in die Apparatur eingebracht. Die ersten drei Minuten der Prüfung dienen dazu, die richtige Geschwindigkeit des Temperaturabfalles zu erreichen. Anschließend darf die Abkühlung von 1 °C nur noch innerhalb von 60±5 Sekunden erfolgen.
Ab einer Temperatur von 10 °C über dem zu erwartenden Brechpunkt beginnt man mit dem Biegen des Prüfbleches. Dabei wird das Blech durch gleichmäßiges Drehen der Kurbel bis zum Anschlag mehrmals zurückgebogen und wieder gestreckt. Wenn sich erste Risse in dem Bitumen zeigen, wird die Temperatur auf 0,5 °C genau abgelesen.
Sollten die Lichtverhältnisse schlecht sein, darf zur Aufhellung eine Lampe mit maximal 15 Watt verwendet werden. Diese darf höchstens bis auf zehn Zentimeter an die Versuchsapparatur herangebracht werden.
Zwischen der Herstellung der Prüfbleche und dem Ende der Prüfung dürfen höchstens vier Stunden vergehen.

## Auswertung
Der Brechpunkt nach Fraaß ist das arithmetische Mittel von zwei Prüfungen. Dabei dürfen die Ergebnisse nicht mehr als 3 °C auseinanderliegen. Sollten die beiden mehr als diese 3 °C auseinanderliegen, ist ein dritter Wert zu bestimmen. Aus den beiden am nächsten beieinander liegenden Werten wird dann das arithmetische Mittel bestimmt. Auch diese sollten nicht um mehr als 3 °C auseinanderliegen. Liegen der mittlere Wert exakt zwischen den anderen beiden, so ist er der Brechpunkt.
Wenn die drei Werte die genannten Bedingungen nicht erfüllen, so ist der Versuch zu verwerfen und eine neue Prüfung durchzuführen.

## Normen und Standards
- EN 12593 – Bitumen und bitumenhaltige Bindemittel – Bestimmung des Brechpunktes nach Fraaß